# جاكوب بارون
جاكوب بارون (بالإنجليزية: Jacob Barron)‏ (18 أبريل 1991 في الولايات المتحدة - ) هو لاعب كرة قدم أمريكي في مركز الوسط. لعب مع Orange County SC ‏ وOttawa Fury SC ‏ وريدينغ يونايتد إيسي.

## وصلات خارجية
- جاكوب بارون على موقع قاعدة بيانات كرة القدم.إي يو (الإنجليزية)